# Pupiszki
Pupiszki (lit. Pupiškės) − wieś na Litwie, w okręgu wileńskim, w rejonie solecznickim, w gminie Paszki, 2 km na południowy zachód od Paszek, zamieszkana przez 54 ludzi. 

## Historia
W czasach zaborów wieś w okręgu wiejskim Stołgany, w gminie Dziewieniszki, w powiecie oszmiańskim, w guberni wileńskiej Imperium Rosyjskiego. W 1866 roku liczyła 64 mieszkańców w 4 domach, 16 dusz rewizyjnych, należała do dóbr Daubuciszki, własność Umiastowskich. Pod koniec XIX wieku zamieszkiwało wieś 64 osoby.
W latach 1921–1945 wieś leżała w Polsce, w województwie wileńskim, w powiecie oszmiańskim, w gminie Dziewieniszki.
W 1931 w 14 domach zamieszkiwało 77 osób.
Wierni należeli do parafii rzymskokatolickiej w Dziewieniszkach. Miejscowość podlegała pod Sąd Grodzki w Holszanach i Okręgowy w Wilnie; właściwy urząd pocztowy mieścił się w Dziewieniszkach.